# Paraphyllura micheliae
Paraphyllura micheliae är en insektsart som beskrevs av Yang 1984. Paraphyllura micheliae ingår i släktet Paraphyllura och familjen rundbladloppor. Inga underarter finns listade i Catalogue of Life.